# Horst Kopp
Horst Kopp (* 12. Mai 1943 in Dresden) ist ein deutscher Geograph und ehemaliger Hochschullehrer der Fachbereiche Kulturgeographie und Orientforschung im Ruhestand.

## Biografie
Kopp studierte Geographie und Mathematik an der Universität Erlangen-Nürnberg. 1972 wurde er mit einer Arbeit zur Stadtgeographie des Iran zum Dr. rer. nat. promoviert und 1979 mit der Arbeit Agrargeographie der Arabischen Republik Jemen habilitiert.
Ab 1979 war er Professor am Geographischen Institut der Universität Tübingen (Orient, Wirtschafts- und Sozialgeographie) und zwölf Jahre lang wissenschaftlicher Koordinator im Sonderforschungsbereich 19 der DFG (Tübinger Atlas des Vorderen Orients).
Von 1981 bis 1984 leitete er das interdisziplinäre Forschungsprojekt Entwicklungsprozesse in Raum, Wirtschaft und Gesellschaft der Arabischen Republik Jemen, dessen Ergebnisse in acht Bänden der Jemen-Studien veröffentlicht wurden. Von 1991 bis 2008 war er Inhaber des Lehrstuhls für Kulturgeographie und Orientforschung an der Universität Erlangen-Nürnberg. Von 1994 bis 2002 war er Sprecher des Bayerischen Forschungsverbundes FORAREA.
Kopp ist Beirat in der Deutsch-Jemenitischen Gesellschaft, er war Vorsitzender des Kuratoriums der Deutsch-Jordanischen-Gesellschaft und ist 1. Vorsitzender des 2007 gegründeten Vereins Arabisches Haus Nürnberg. Im Jahr 2017 wurde er mit dem Bundesverdienstkreuz am Bande geehrt.

## Publikationen (Auswahl)
- Die Landwirtschaft des Jemen – Vom Mokka zum Qat. In Werner Daum: Jemen. Umschau-Verlag, Frankfurt/Main, ISBN 3-7016-2251-5
- mit Hans Becker und Volker Höhfeld: Kaffee aus Arabien. Der Bedeutungswandel eines Weltwirtschaftsgutes und seine siedlungsgeographische Konsequenz an der Trockengrenze der Ökumene. (Reihe: Erdkundliches Wissen. Schriftenfolge für Forschung und Praxis. Heft 46). Wiesbaden 1979.
- mit Eugen Wirth: Beiträge zur Stadtgeographie von Sana’a (= Tübinger Atlas des Vorderen Orients. Beiheft B 95). Ludwig Reichert, Wiesbaden 1990, ISBN 3-88226-486-1.
- Herausgeber von: Länderkunde Jemen. Dr. Ludwig Reichert Verlag, Wiesbaden 2005, ISBN 3-89500-500-2